# Postimpressionismo

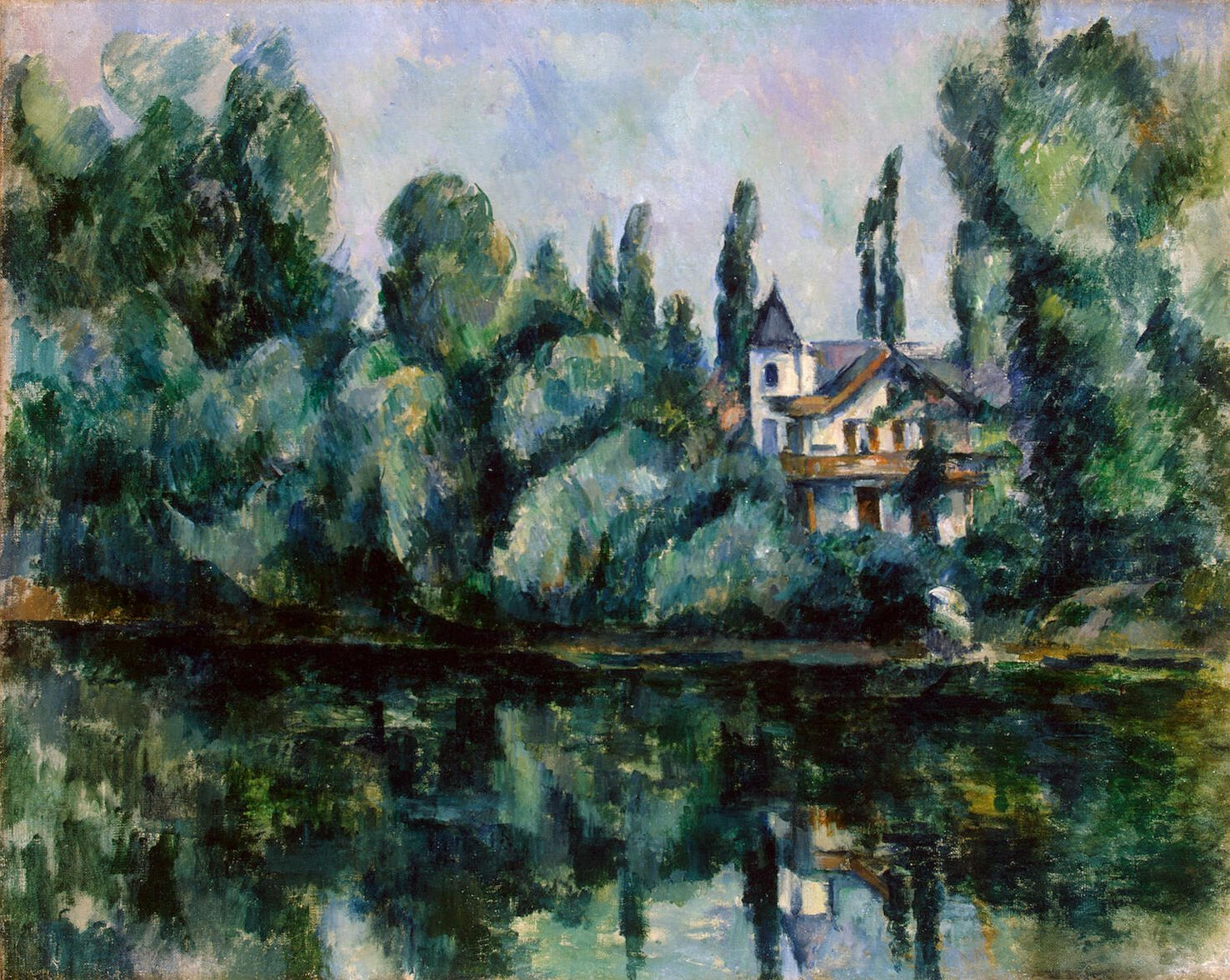
Un dipinto di Paul Cézanne

Il post-impressionismo è una tendenza artistica che supera i concetti dell'Impressionismo, conservandone solo alcune caratteristiche, per scavare più a fondo nella libertà del colore avventurandosi verso strade non ancora percorse. Si differenzia dall'Impressionismo perché gli artisti effettuavano gli studi del disegno all'interno del proprio studio-atelier. Caratteristiche comuni ai post-impressionisti furono la tendenza a cercare la solidità dell'immagine, la sicurezza del contorno, la certezza e la libertà del colore. Particolare tecnica pittorica di questo periodo è il puntinismo.
Fra i più celebri post-impressionisti vanno ricordati Georges Seurat, Paul Cézanne, Paul Gauguin, Vincent van Gogh, Henri de Toulouse-Lautrec che influenzeranno significativamente tutta l'arte pittorica del Novecento, e il movimento divisionista italiano. Tra i post-impressionisti italiani si possono ricordare Dante Conte, Vincenzo Vela, Gino Paolo Gori e Giuseppe Pellizza da Volpedo.
Al postimpressionismo si collegano tutti quegli orientamenti artistici che si svilupparono in Francia ma che ebbero importanti ripercussioni anche nel resto d'Europa. Sulla linea del tempo il post impressionismo si colloca tra il 1886, dopo l'ultima mostra impressionista, e il 1905, data della prima mostra espressionista. 
Il postimpressionismo comprende una vasta gamma di stili artistici distinti che condividono la motivazione comune di rispondere alla corrente del movimento impressionista. Le variazioni stilistiche riunite sotto l'ombrello del postimpressionismo vanno dallo scientifico neoimpressionismo di Georges Seurat al rigoglioso simbolismo di Paul Gauguin, ma sono tutti concentrati sulla visione soggettiva dell'artista.
Il movimento ha inaugurato un'epoca durante la quale la pittura trascendeva il suo ruolo tradizionale di una finestra sul mondo e invece è diventata una finestra nella mente e l'anima dell'artista. L'impatto di vasta portata estetica del postimpressionismo ha influenzato gruppi sorti agli inizi del XX secolo, come gli espressionisti.

## Galleria dei maggiori artisti Post-Impressionisti
Vengono riportate di seguito le opere significative dei principali pittori postimpressionisti, ordinate secondo la data di nascita dell'artista.

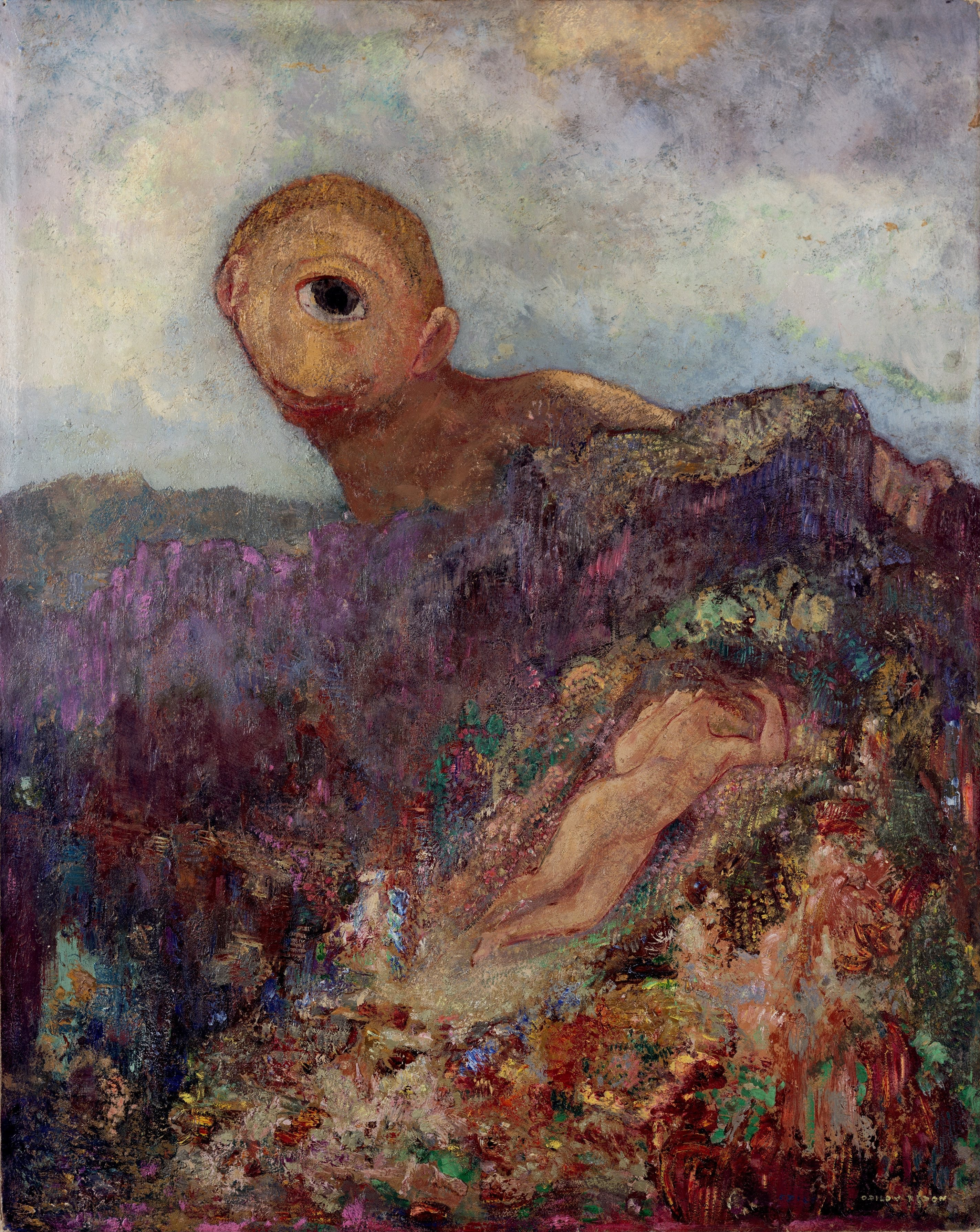
Odilon Redon (1840–1916)
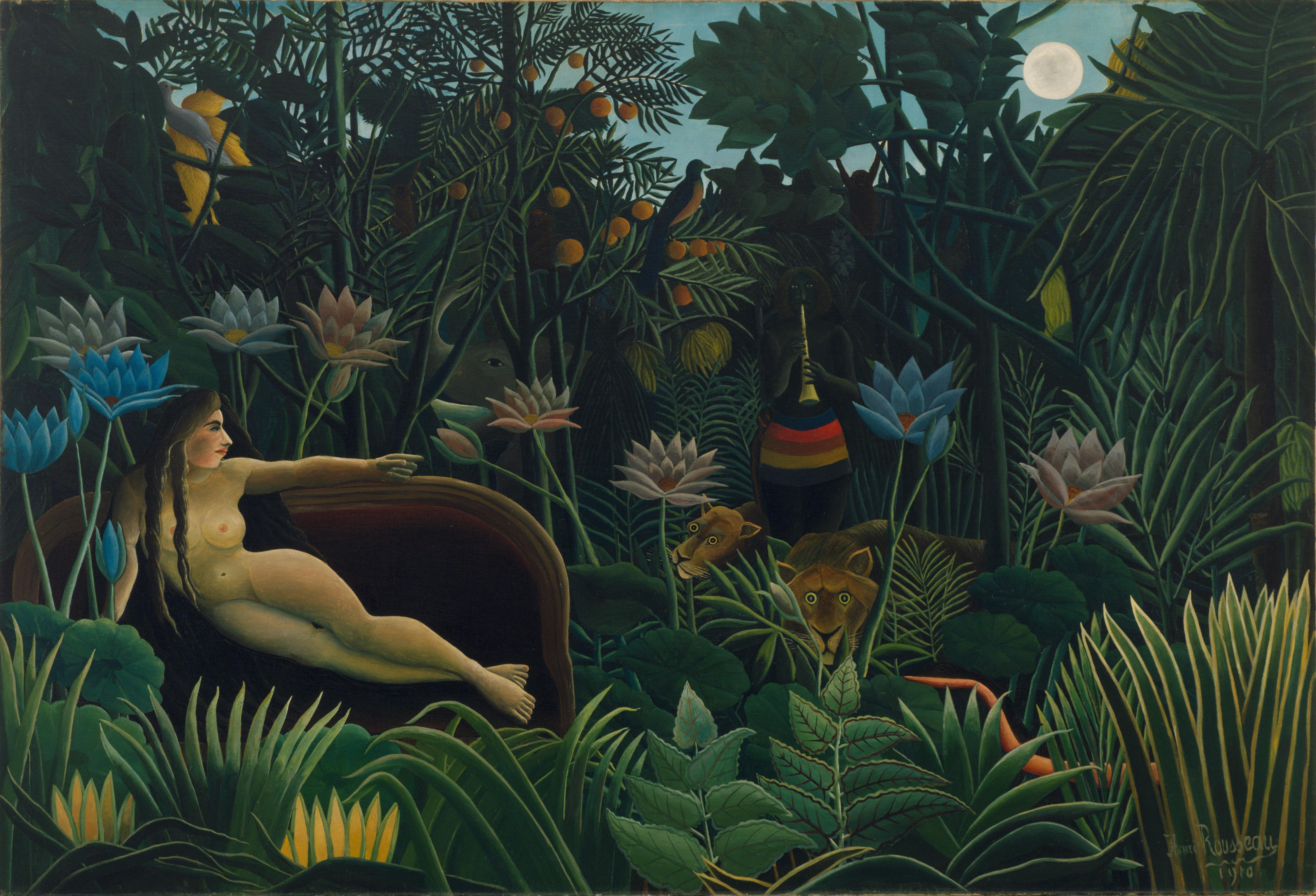
Henri Rousseau (1844–1910)
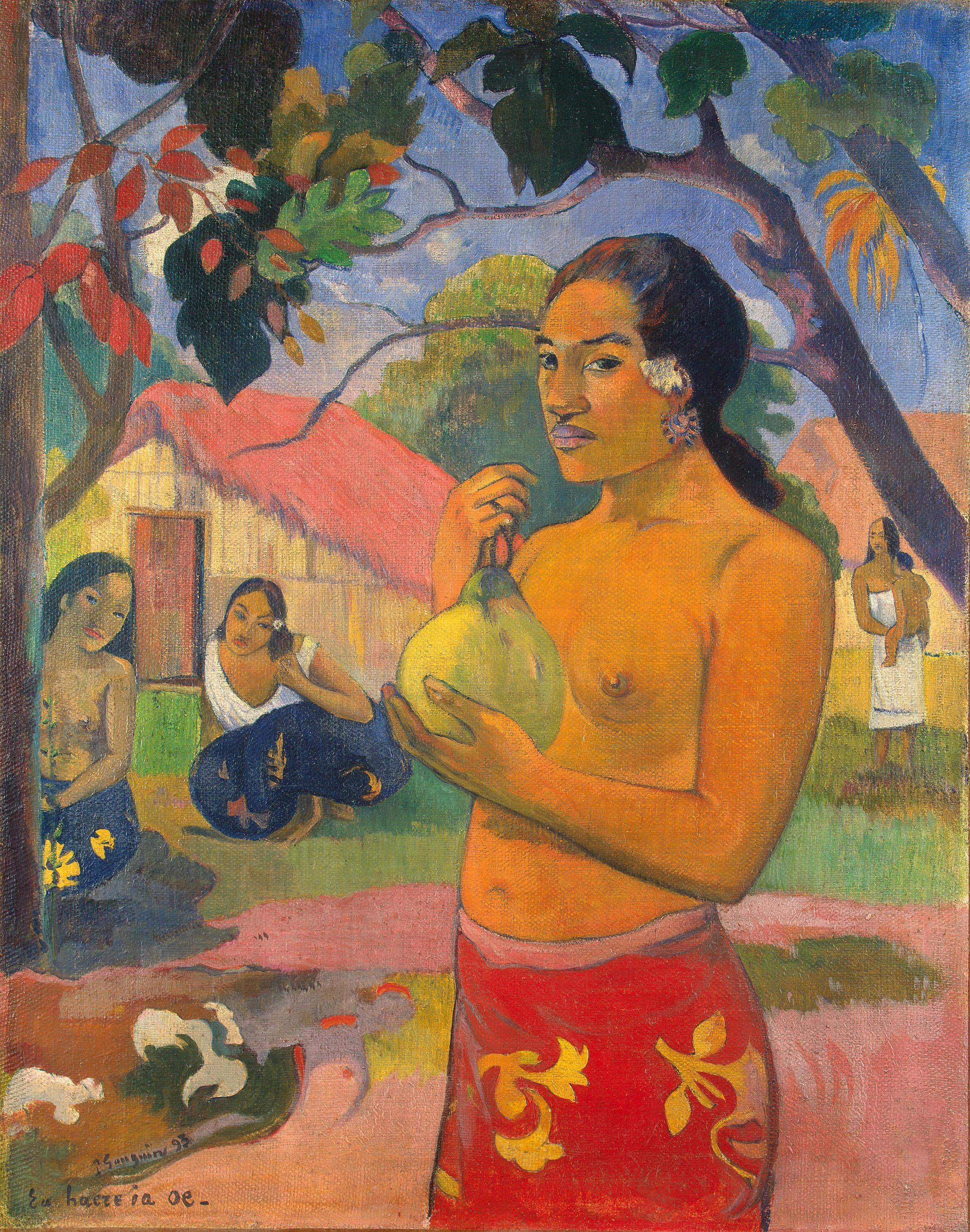
Paul Gauguin (1848–1903)
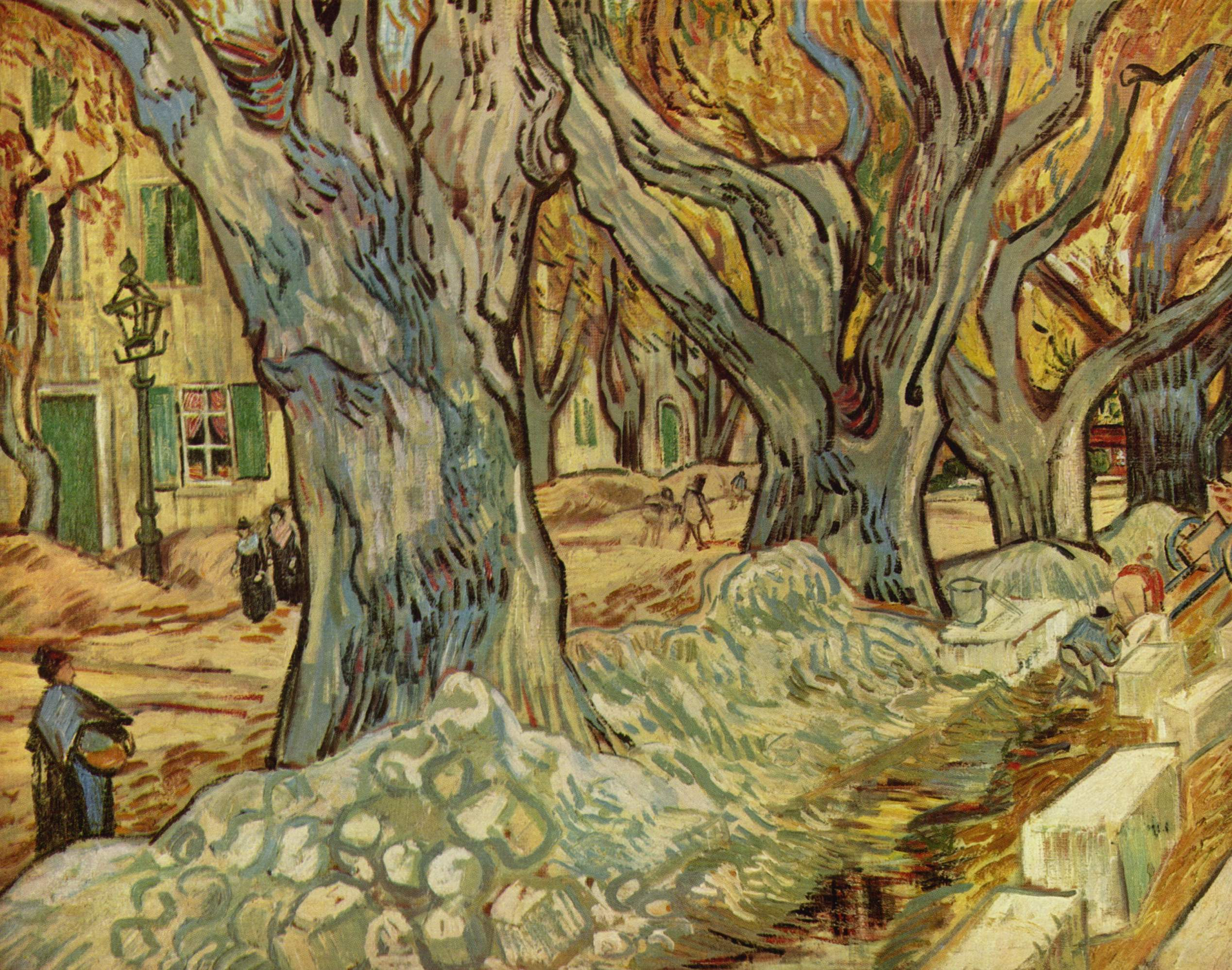
Vincent van Gogh (1853–1890)
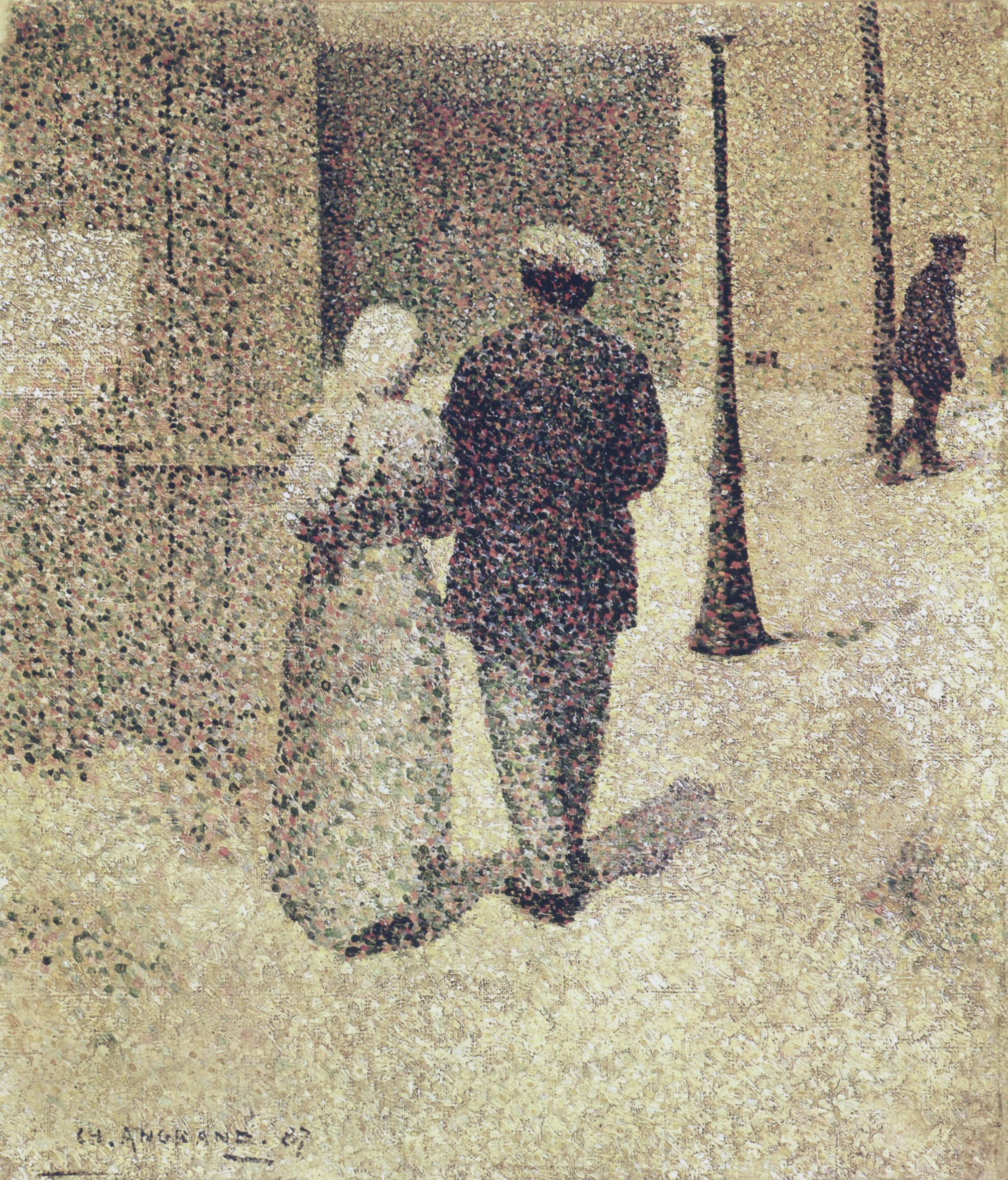
Charles Angrand (1854–1926)
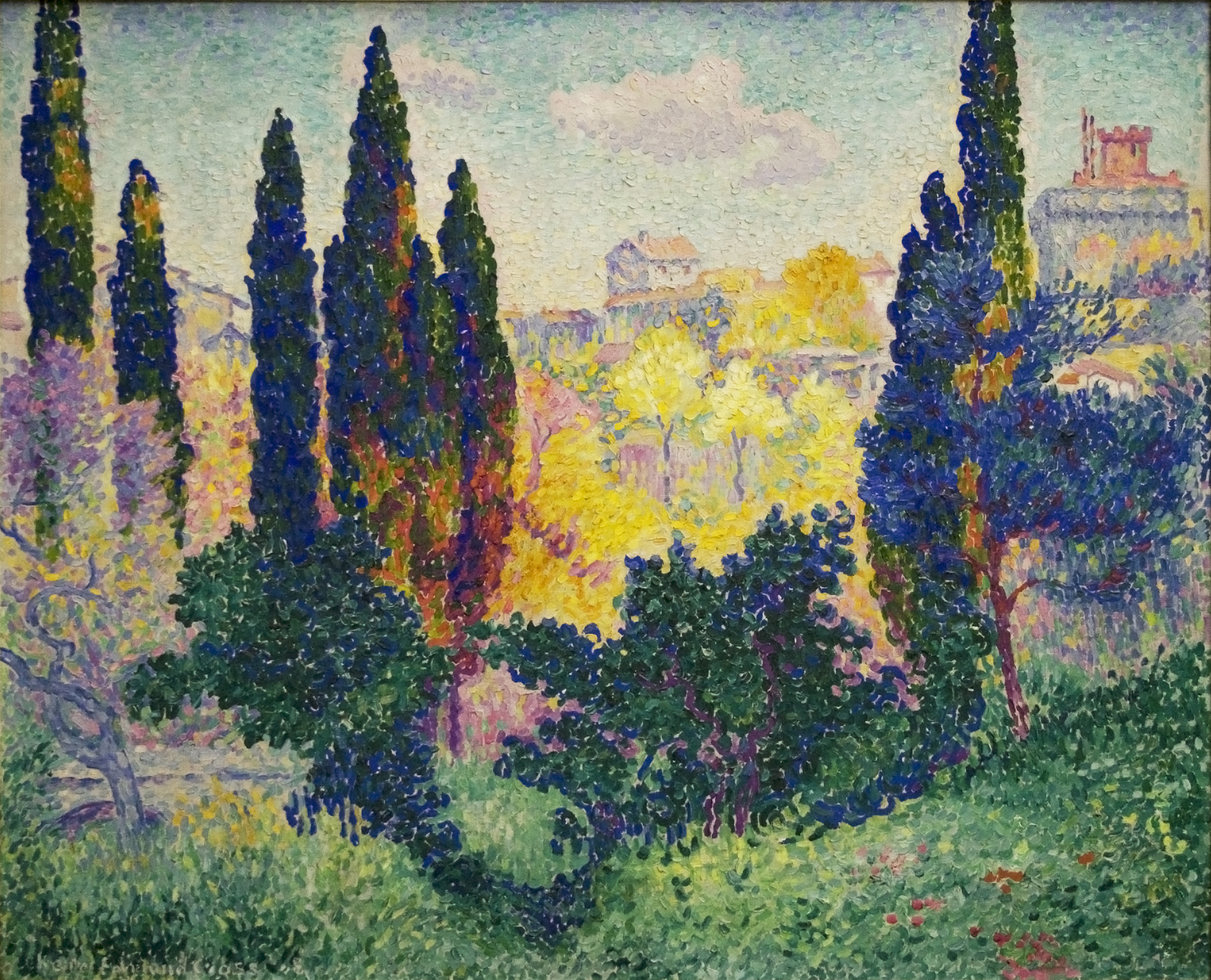
Henri-Edmond Cross (1856–1910)
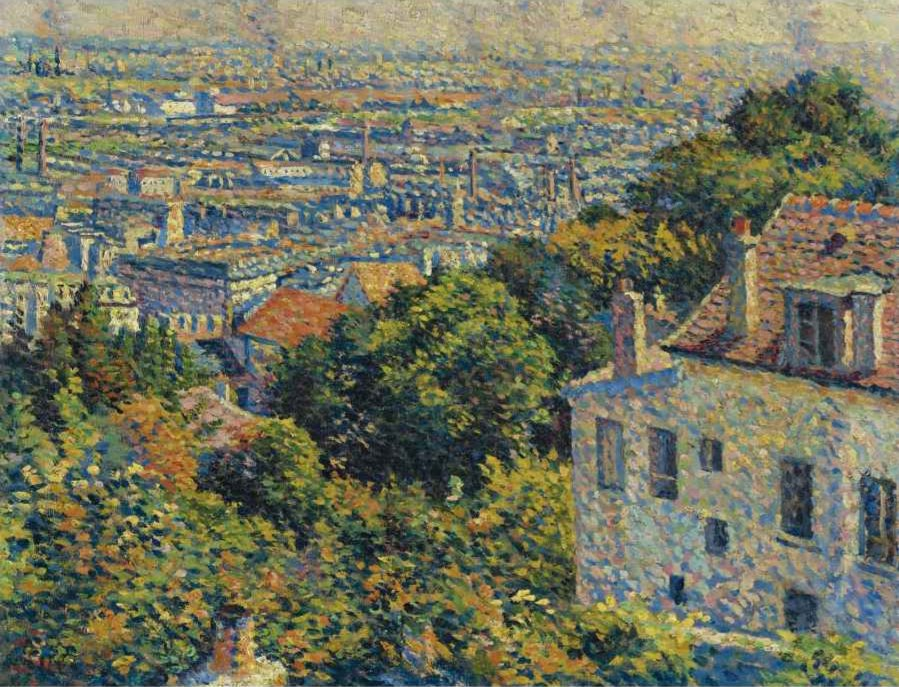
Maximilien Luce (1858–1941)
Georges Seurat (1859–1891)
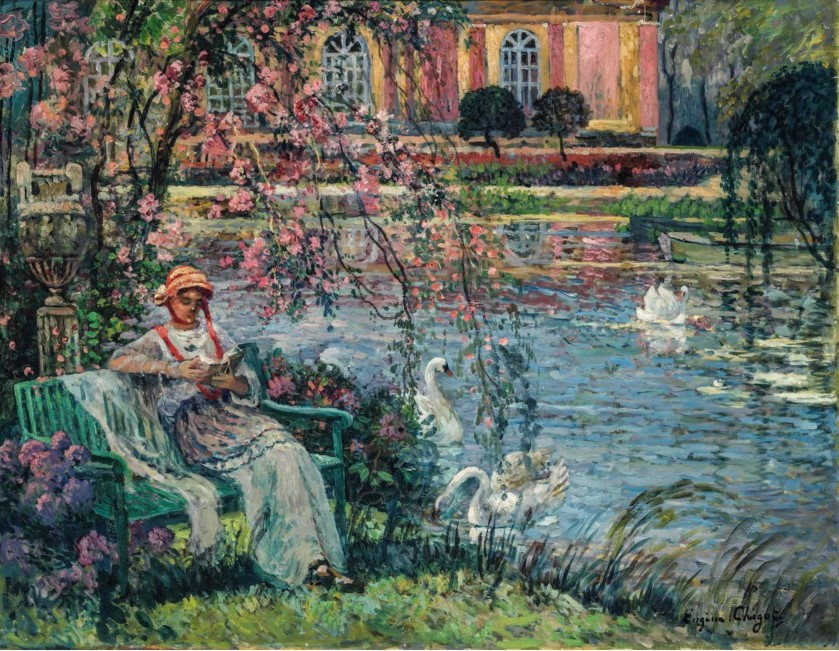
Eugène Chigot (1860-1923)
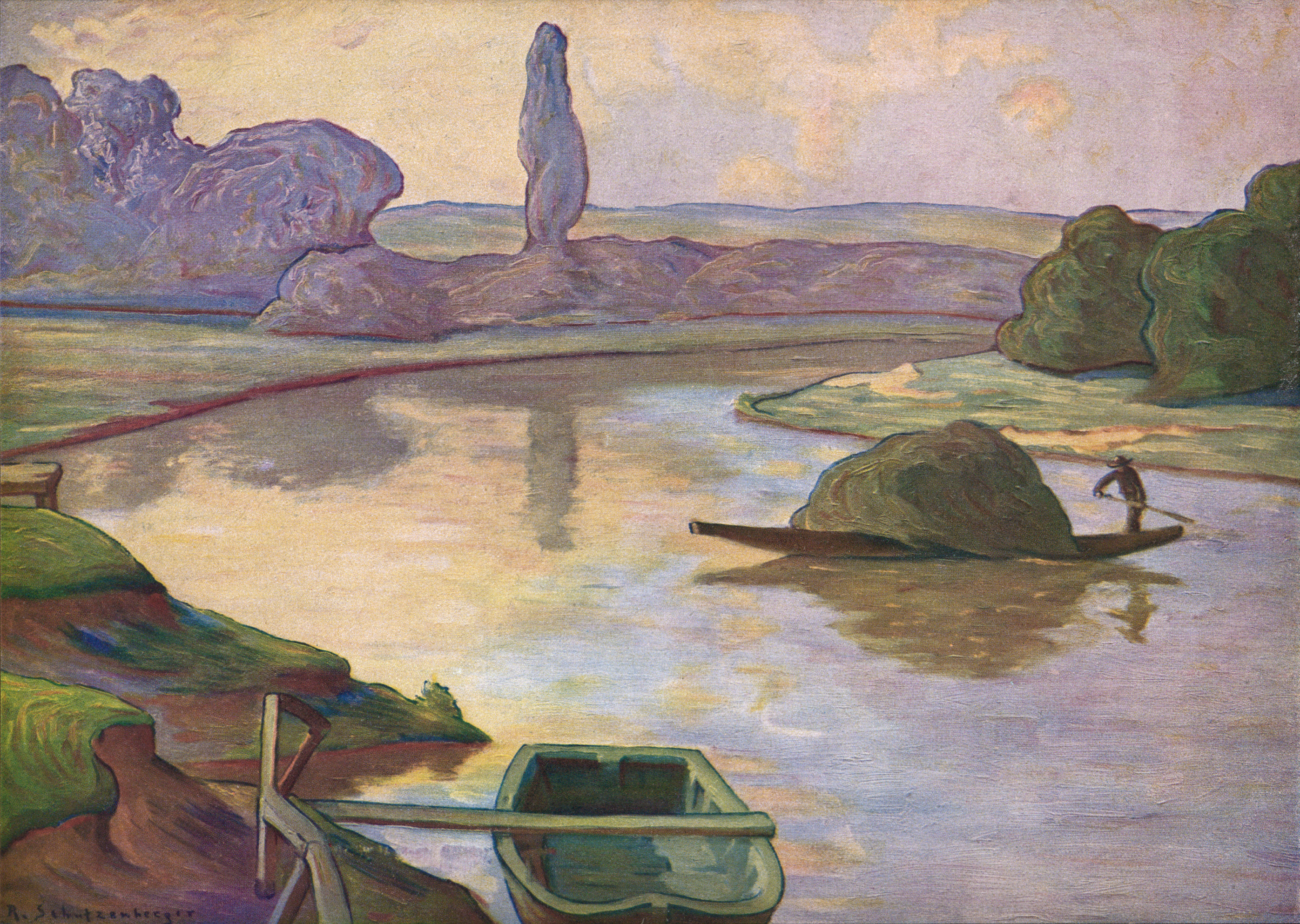
René Schützenberger (1860–1916)
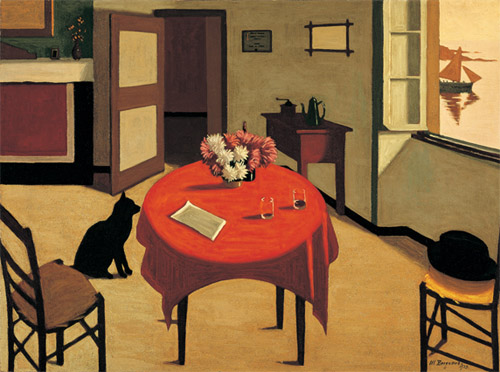
Marius Borgeaud (1861–1924)
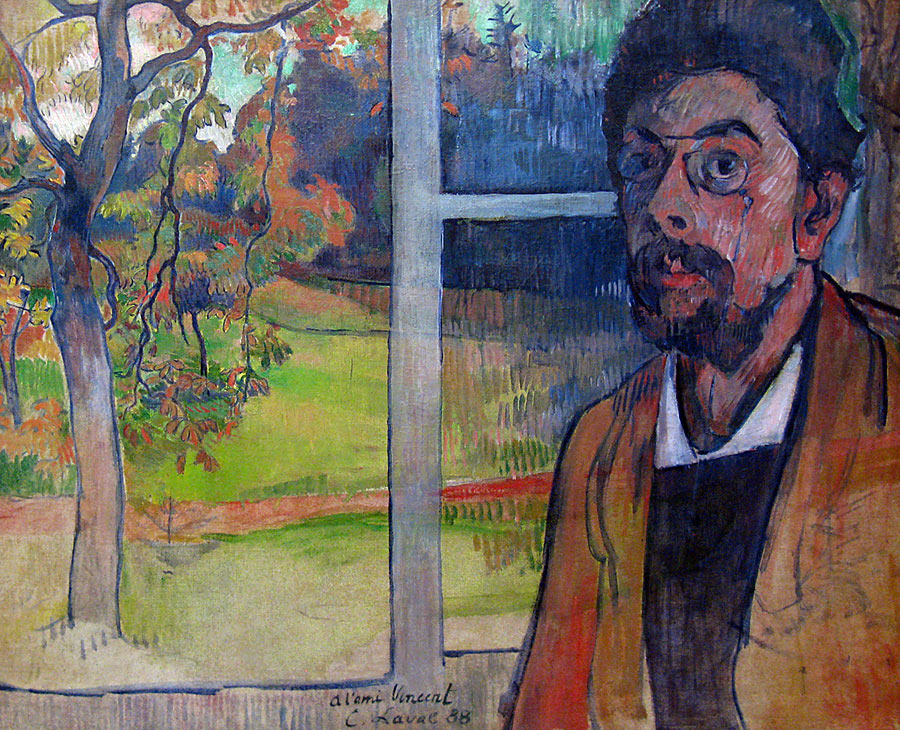
Charles Laval (1862–1894)
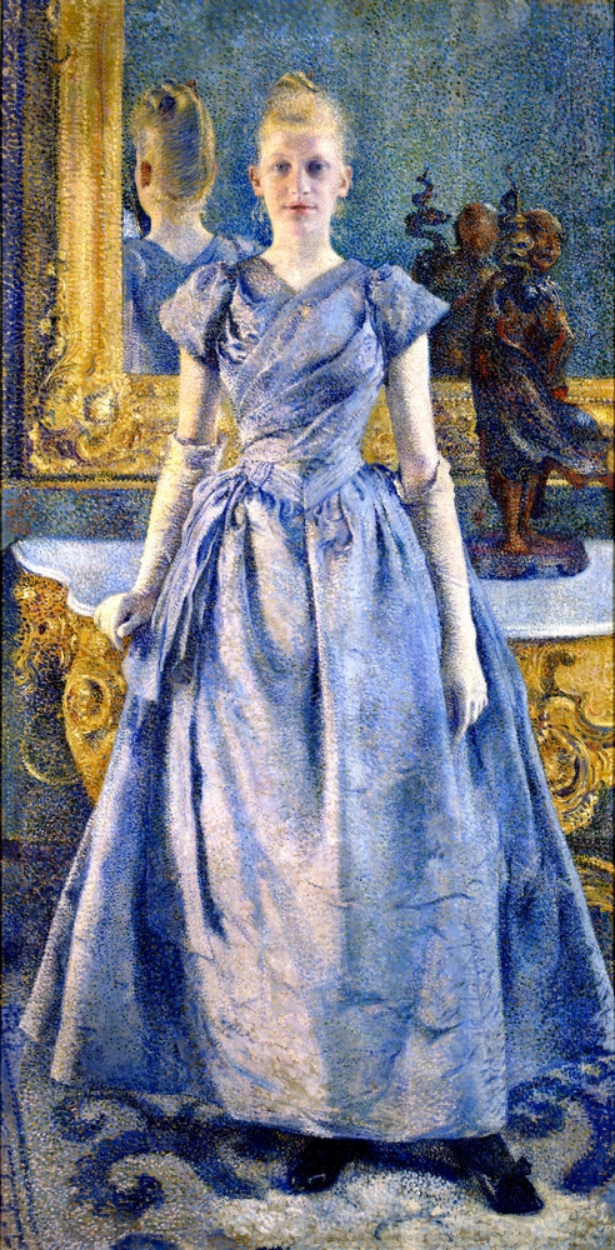
Théo van Rysselberghe (1862–1926)
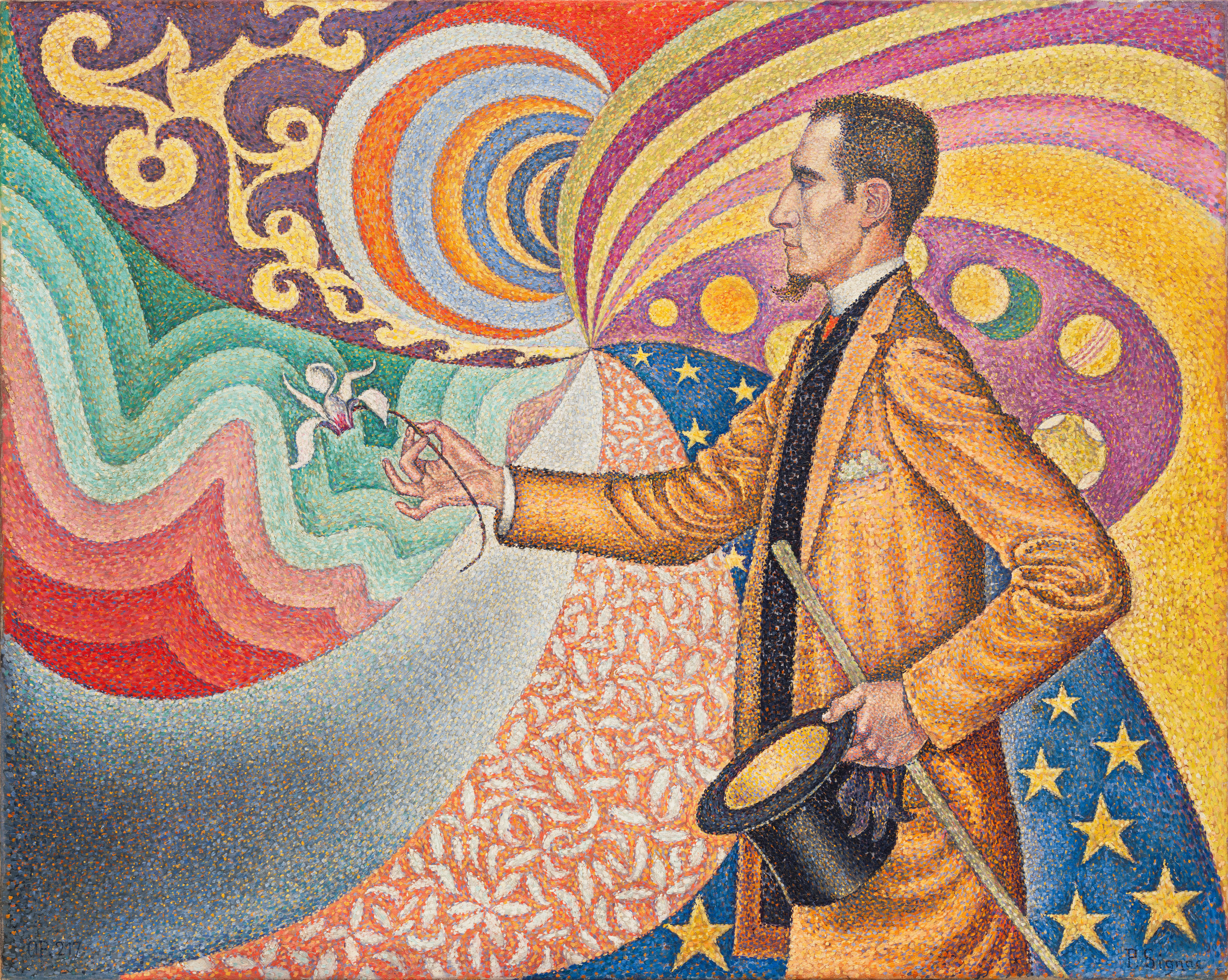
Paul Signac (1863–1935)
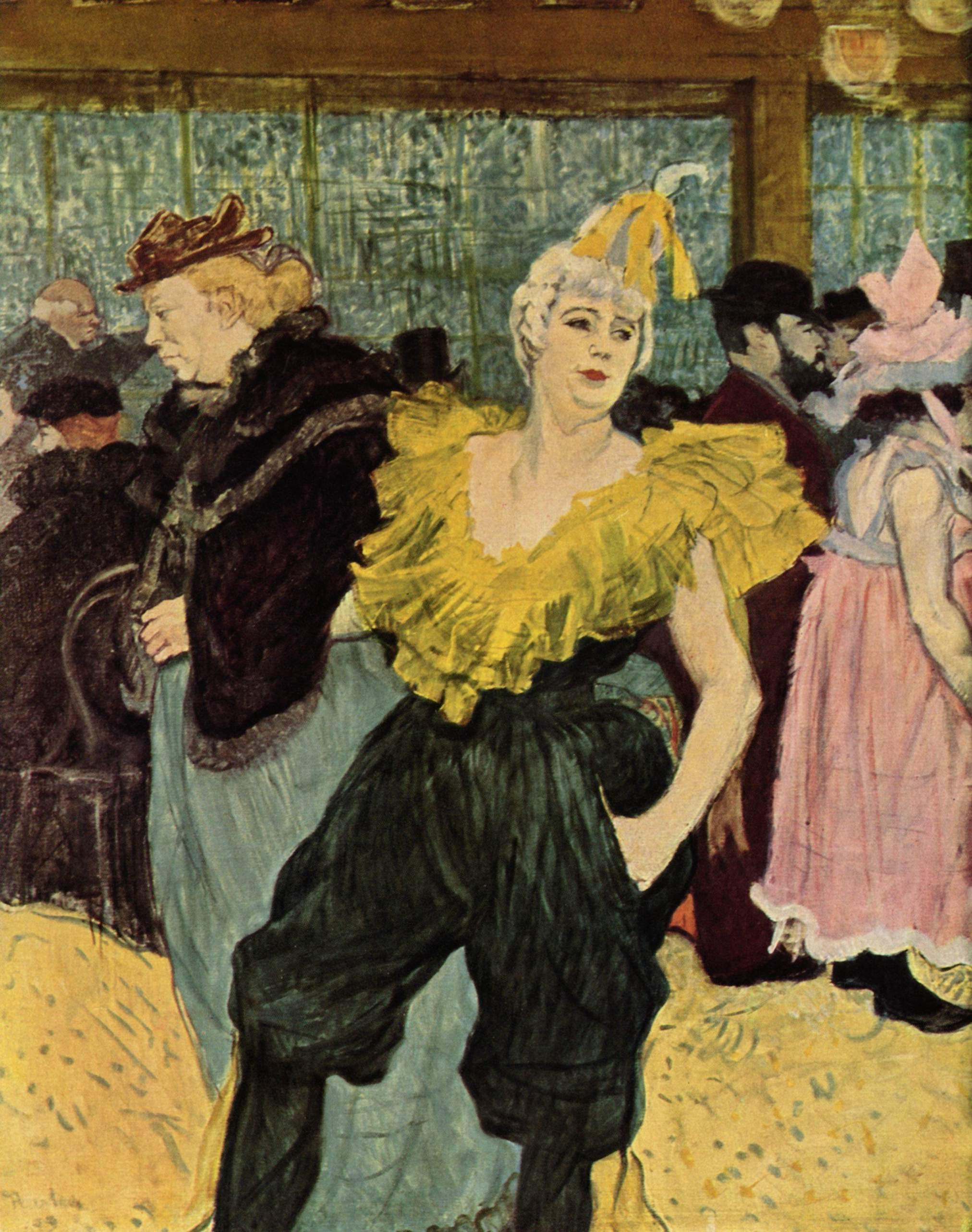
Henri de Toulouse-Lautrec (1864–1901)
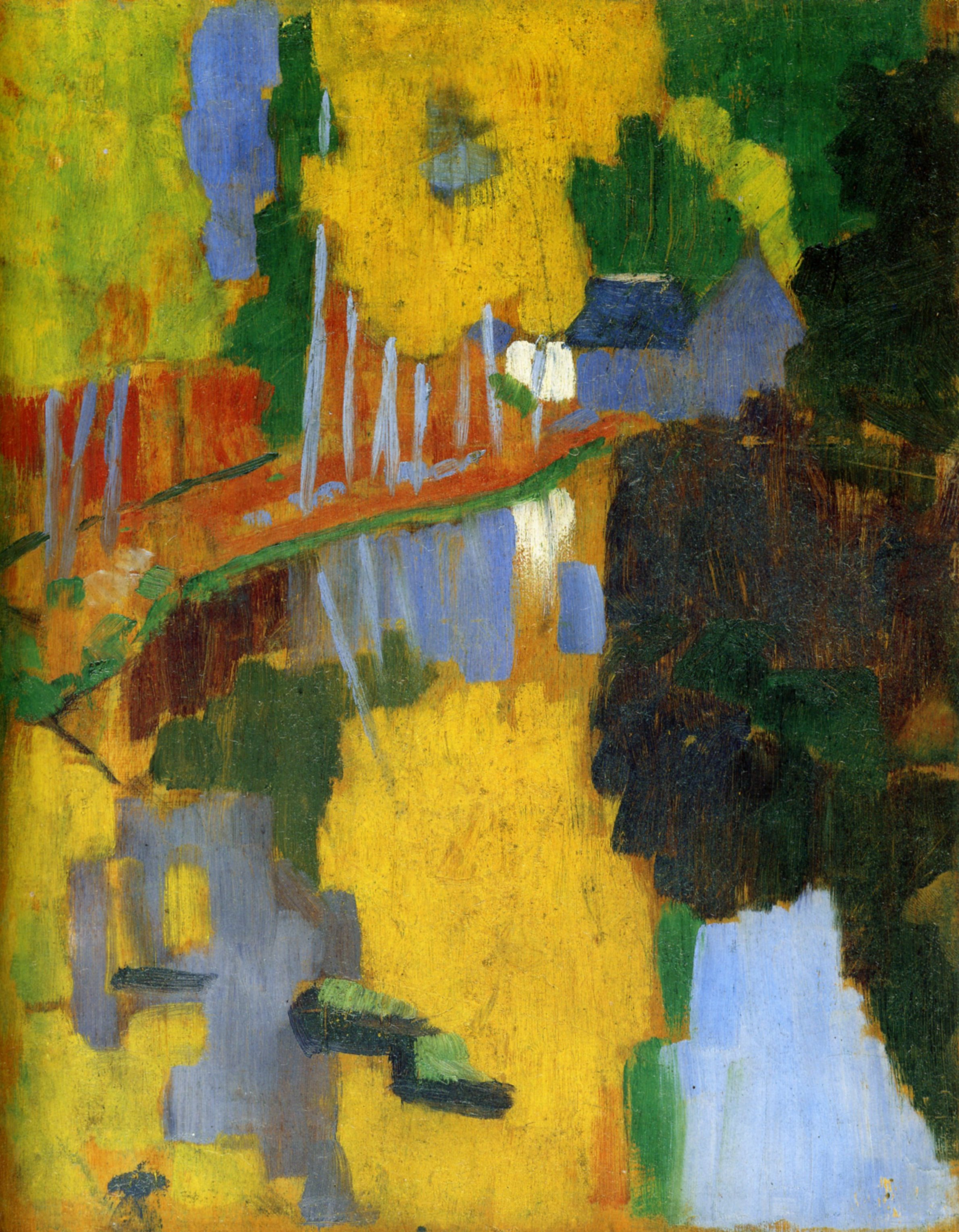
Paul Sérusier (1864–1927)
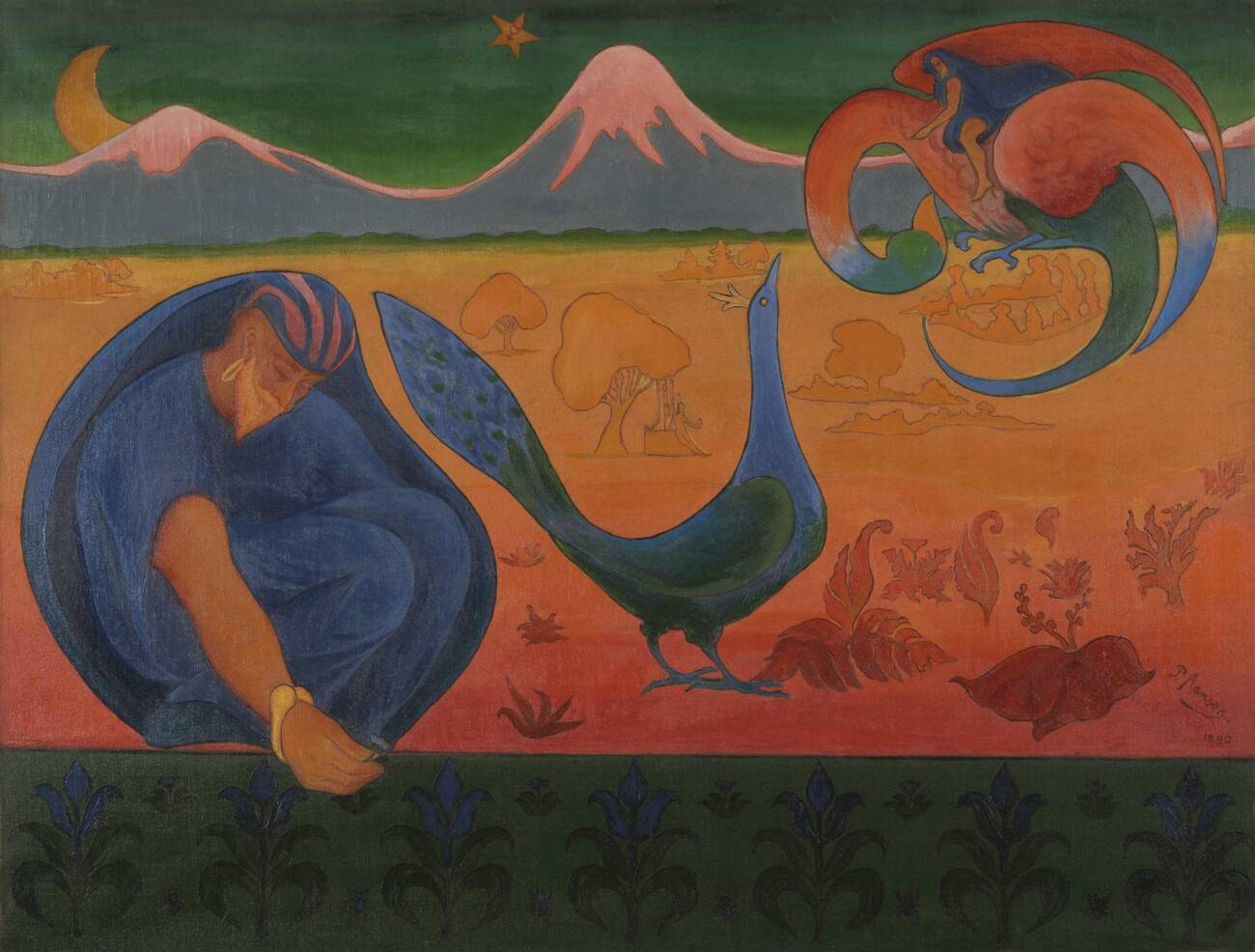
Paul Ranson (1864–1909)
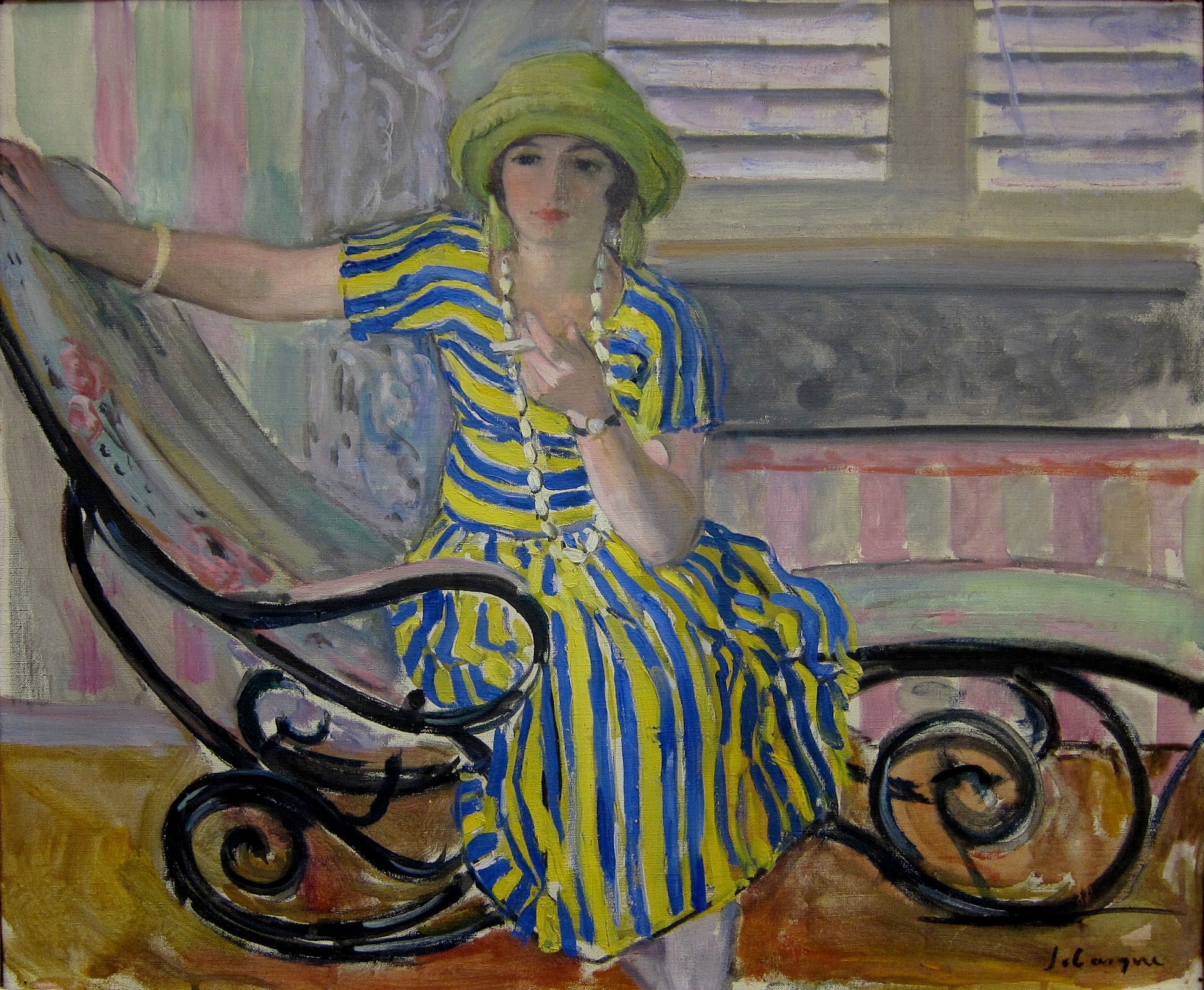
Henri Lebasque (1865-1937)
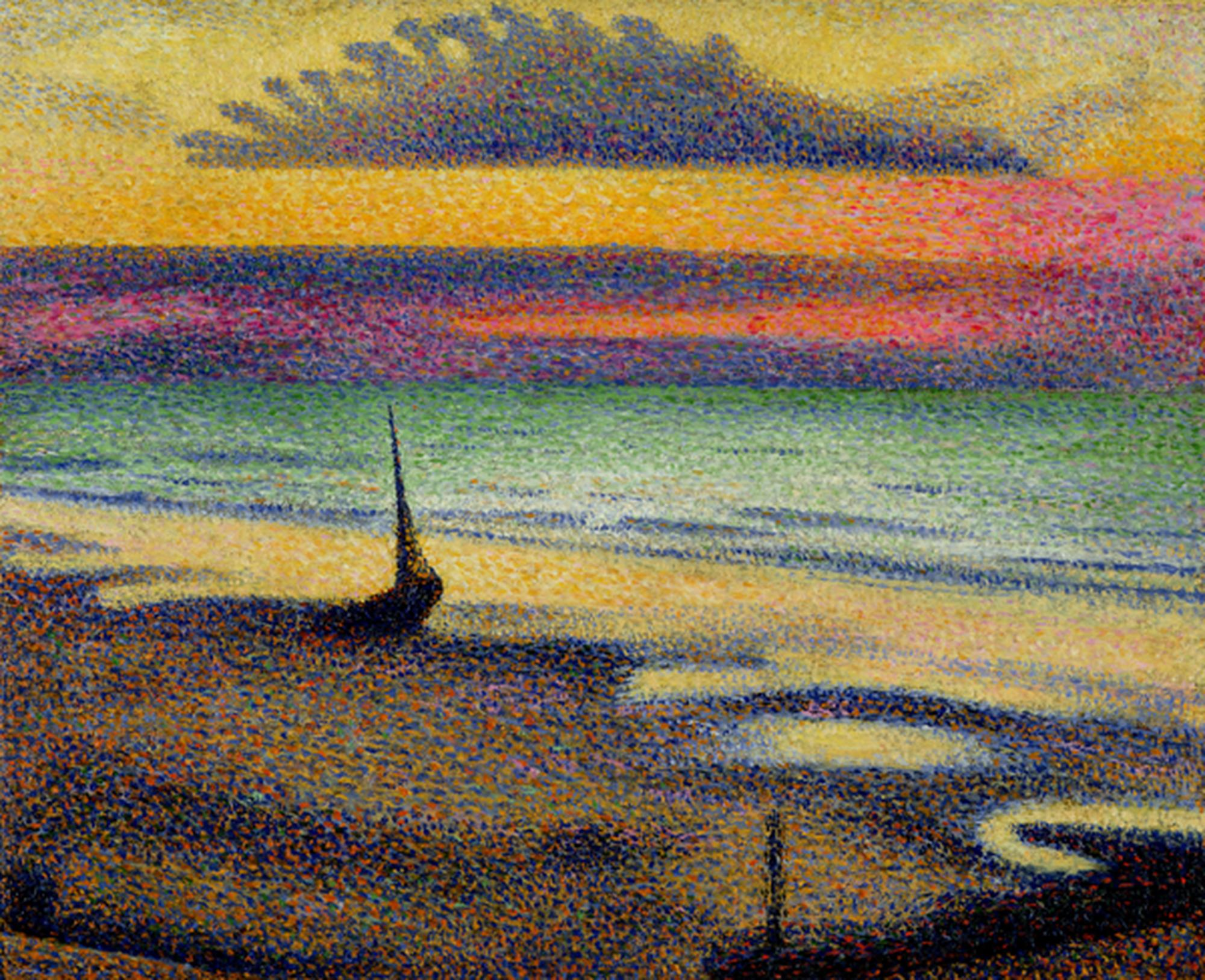
Georges Lemmen (1865–1916)
Félix Vallotton (1865–1925)
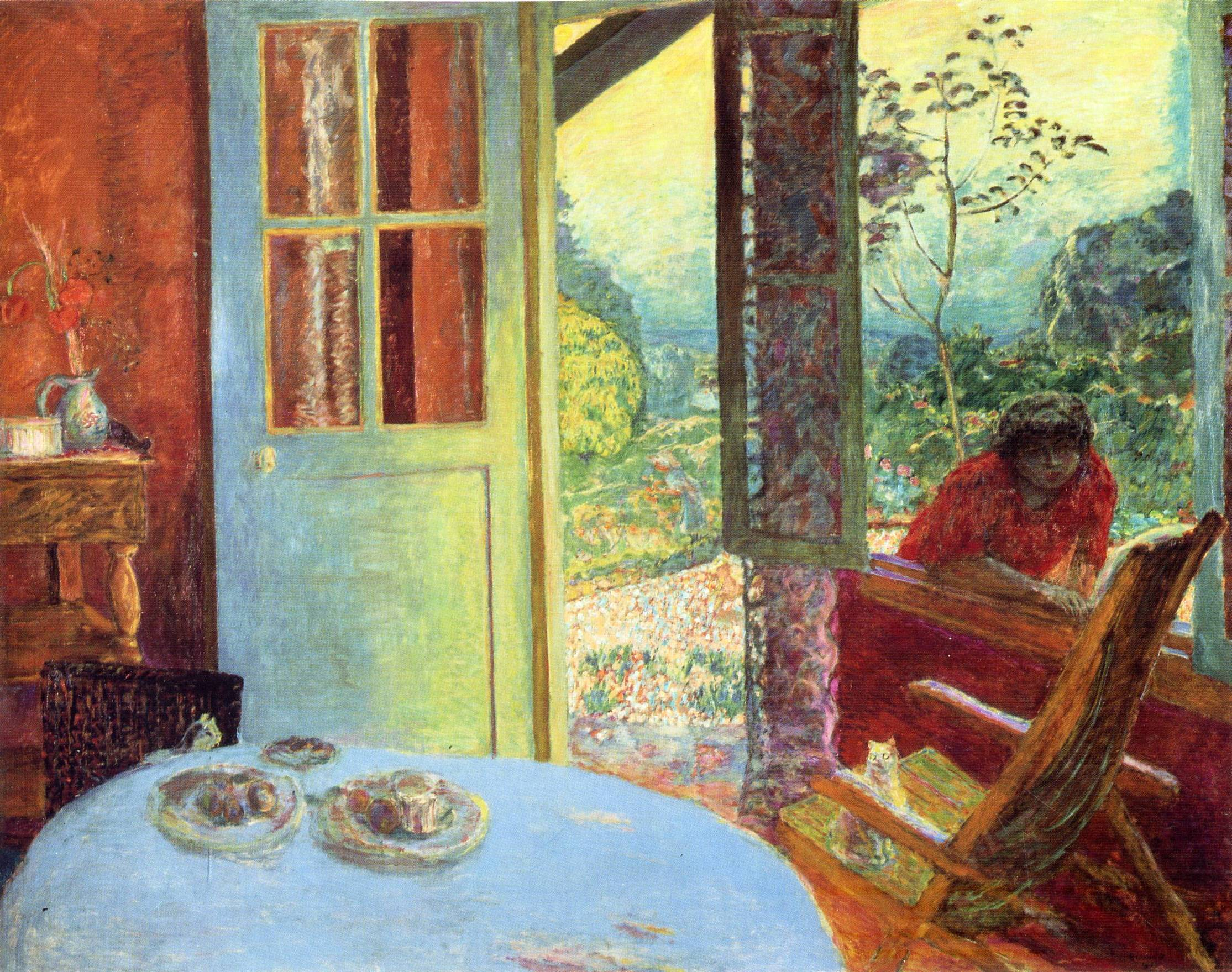
Pierre Bonnard (1867–1947)
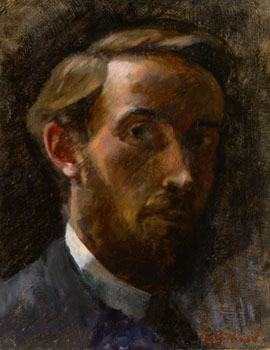
Édouard Vuillard (1868–1940)
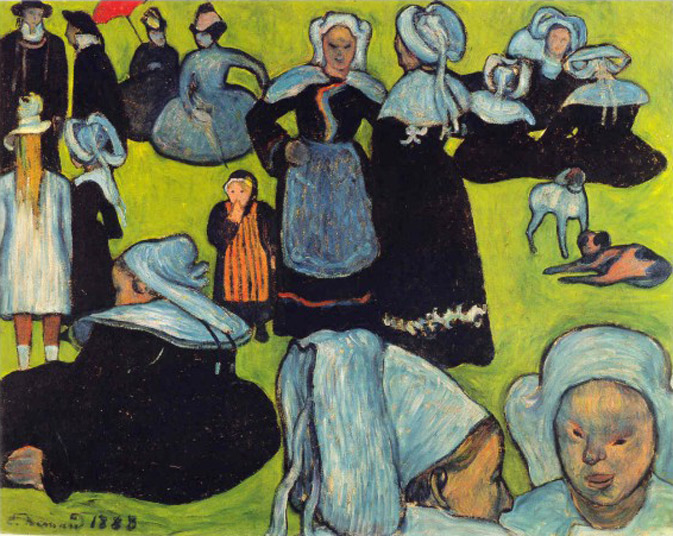
Émile Bernard (1868–1941)
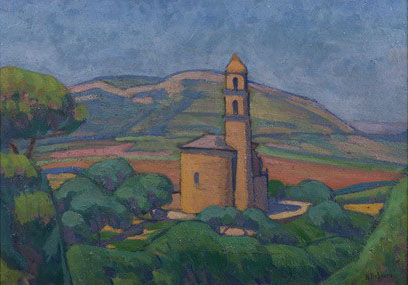
Robert Deborne (1870–1944)
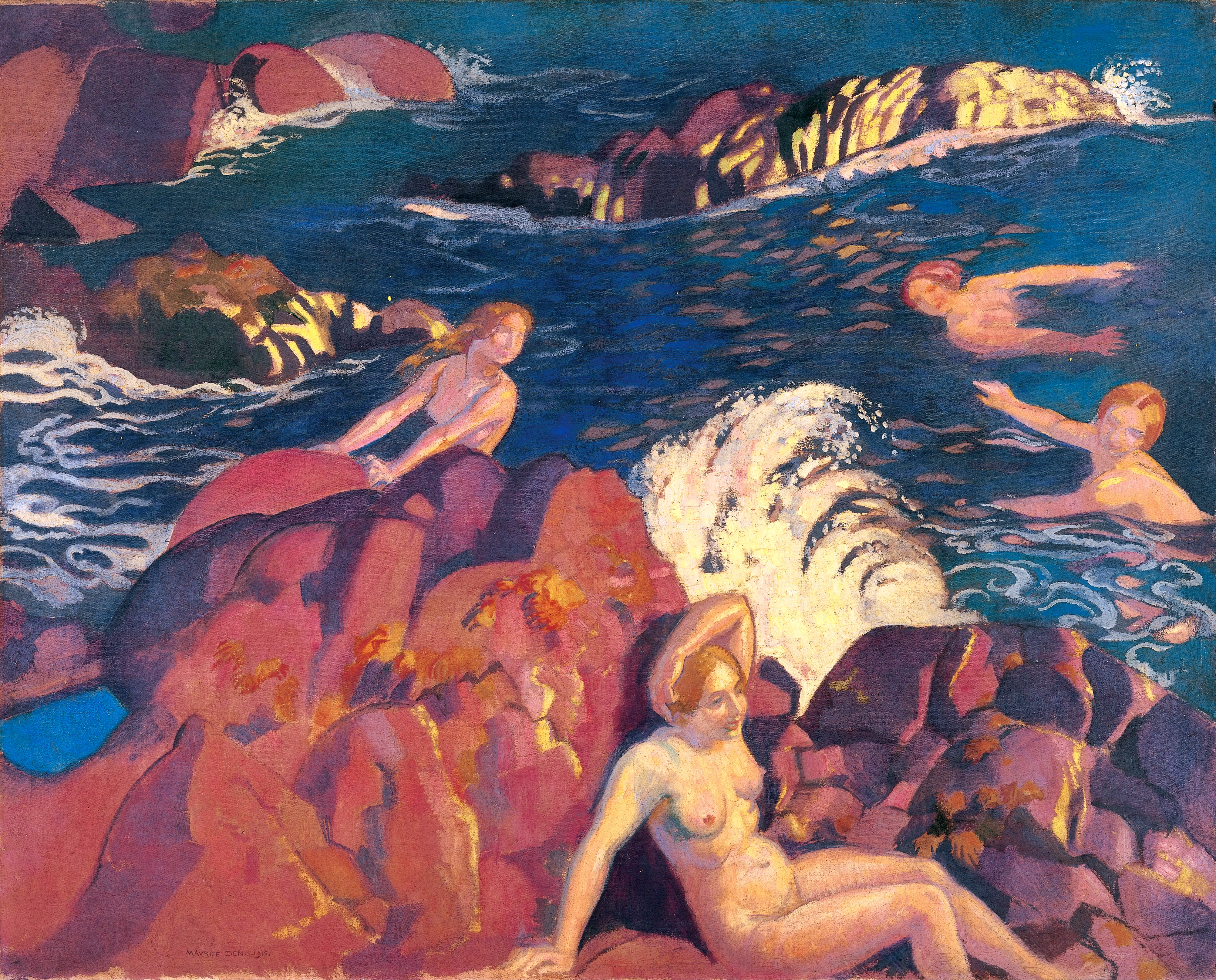
Maurice Denis (1870–1943)
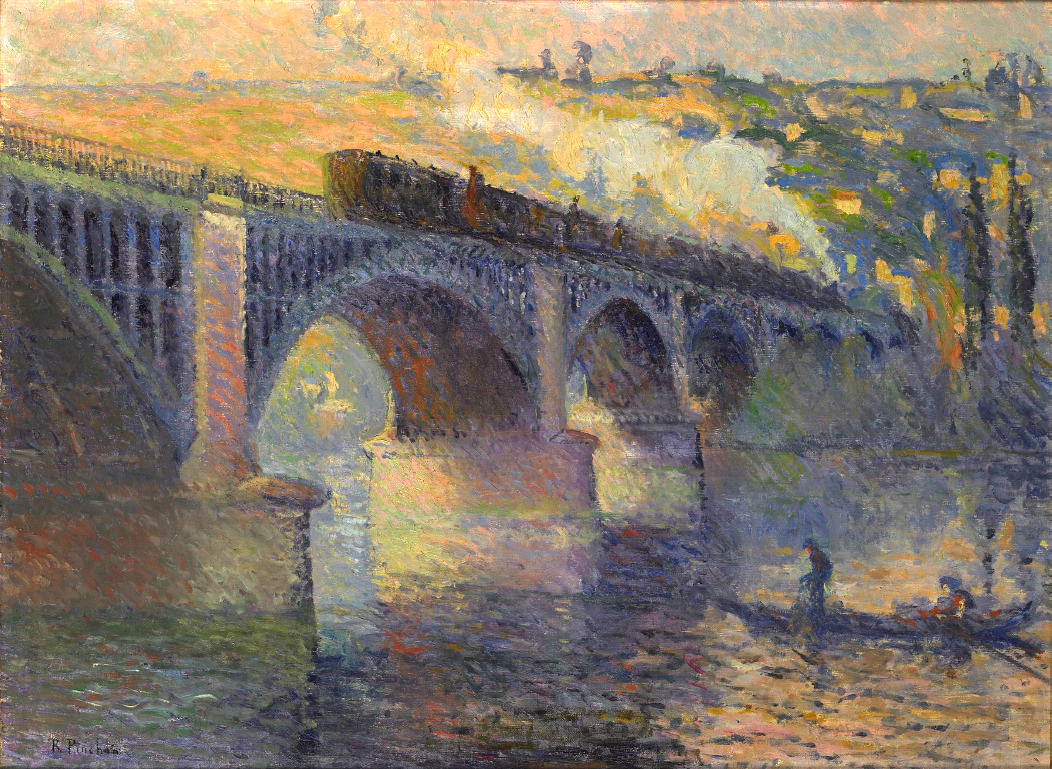
Robert Antoine Pinchon (1886–1943)